# Кузьмин, Владимир Александрович (химик)
Влади́мир Алекса́ндрович Кузьми́н — советский, российский химик; доктор химических наук (1979), профессор (1981). Заслуженный деятель науки РФ (2014).

## Биография
В 1966 году окончил химический факультет Московского университета. Работает в Институте биохимической физики им. Н. М. Эмануэля РАН (Москва).
В 2016 году баллотировался в члены-корреспонденты РАН.

## Научная деятельность
В 1979 году защитил докторскую диссертацию. Профессор (1981).
Основные направления исследований — кинетика быстрых фотохимических реакций молекул красителей и родственных соединений.
Автор более 400 научных статей в области фотохимии и кинетики быстрых реакций.

## Награды
- Лауреат премии Ленинского комсомола в области химии (1975)[1]
- Диплом «Памяти академика Н. М. Эмануэля» (2010)[4]
- Медаль «Памяти академика Н. М. Эмануэля» (2012)[4]
- Заслуженный деятель науки Российской Федерации (2014)[1].